# Цілинна ділянка (Заможне)
Цілинна ділянка — ботанічний заказник місцевого значення. Об'єкт розташований на території Токмацького району Запорізької області, село Заможне.
Площа — 0,5 га, статус отриманий у 1980 році.
Статус надано з метою збереження місць зростання лікарських рослин. Охороняється ділянка цілинної балки вздовж правого берега річки Токмачка, де зростає Шипшина.